# 子不知隧道

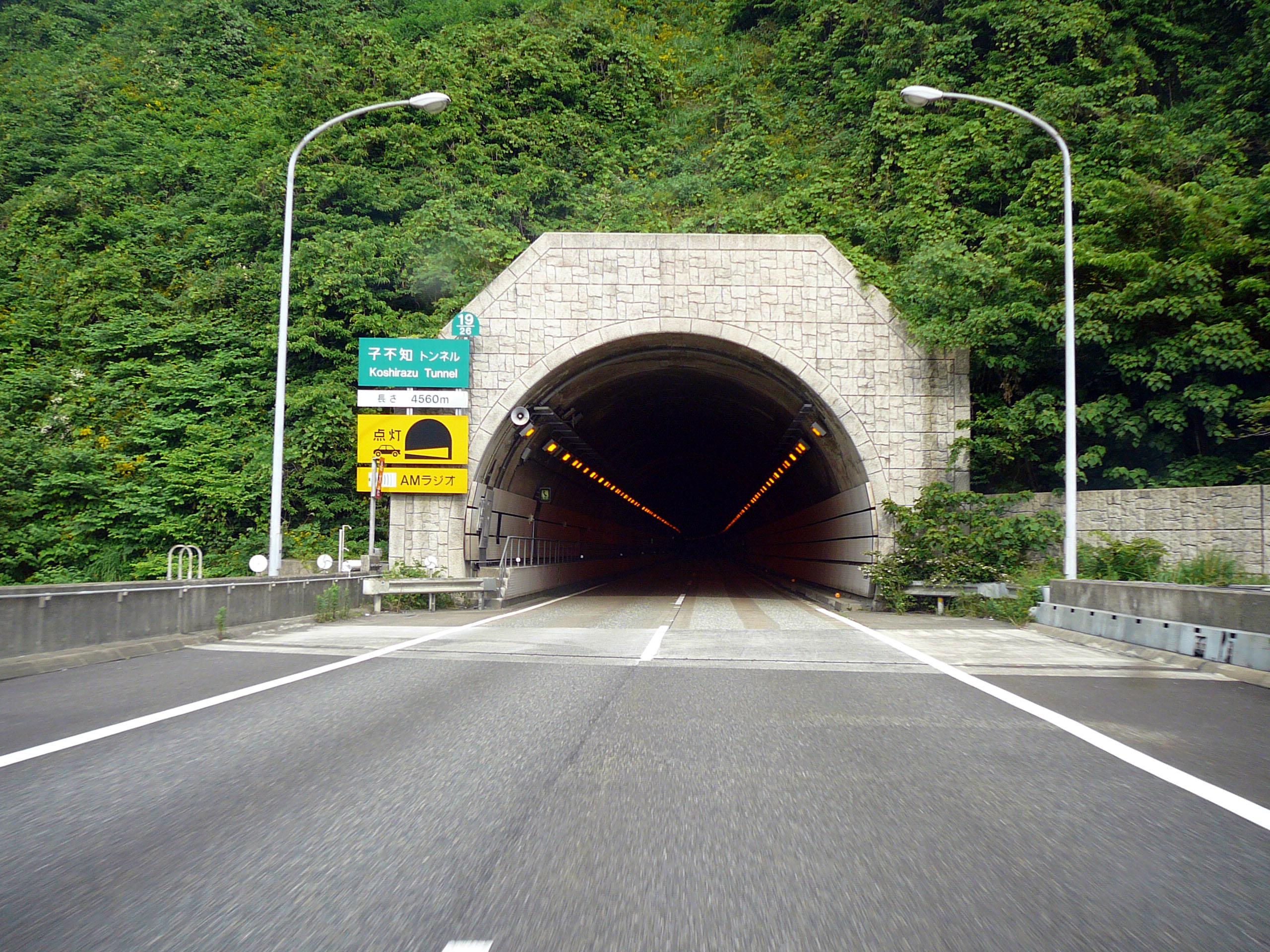
上行线的隧道口

子不知隧道（日语：／）是日本的一座高速公路隧道，位于新潟县糸魚川市西部的親不知・子不知地带，承载北陸自動車道（E8），双洞四车道，上下行线分别长4557米和4563米，设计速度80公里/小时，1984年4月开工，1988年7月20日建成通车。隧道通车时是日本第六长公路隧道，也是北陸自動車道上的最长隧道。